# Żyły wzgórzowo-prążkowiowe dolne
Żyły wzgórzowo-prążkowiowe dolne (łac. venae thalamostriatae inferiores) – w anatomii człowieka żyły głębokie mózgu odprowadzające krew z jąder podstawnych. Powstają w okolicy istoty dziurkowanej przedniej, wpadają do żyły podstawnej lub żyły środkowej głębokiej mózgu.